# Centuria

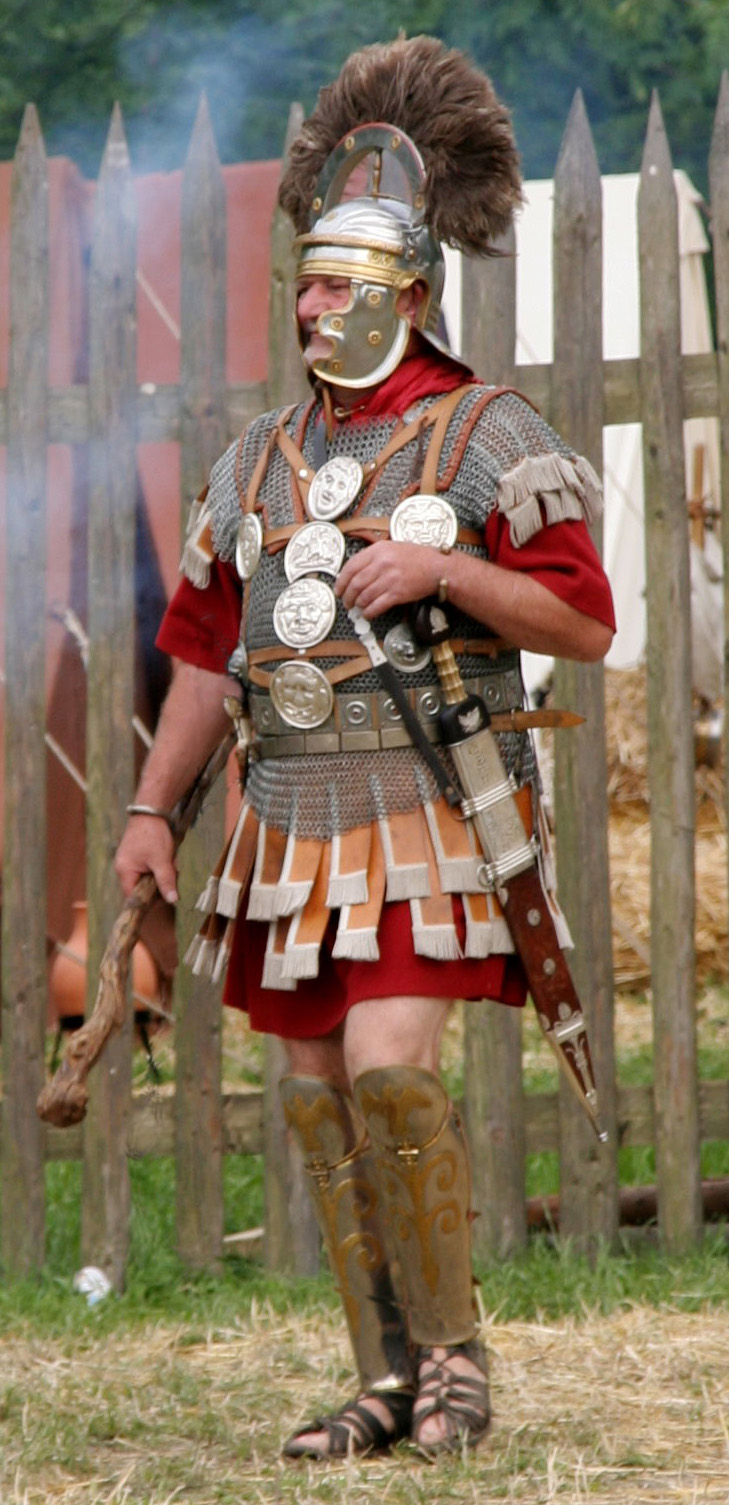
Imagen representativa de la vestimenta de un Centurión por el año 70 d.c.

La centuria era una unidad básica de la infantería del ejército romano, formando la espina dorsal de las legiones y las unidades auxiliares romanas.
En la época del Imperio romano, ordo se convirtió en sinónimo de centuria (en el año 4 a. C., se utilizaba para designar a un manípulo).

## Uso romano

### Militar
Constaba de 80 hombres —60 en la era manipular— distribuidos en 10 contubernios —en latín contubernia— de ocho hombres cada uno, la unidad mínima del ejército romano. Cada contubernio se alojaba en una tienda o cubículo de barracón de seis plazas, ya que la cuarta parte del mismo estaba siempre de guardia. 
Toda la centuria era comandada por el centurión, que era ayudado por un optio o lugarteniente y por un tesserarius o suboficial de seguridad. Tenía un estandarte o signum que era llevado por un signifer. Así mismo, cada centuria disponía de un buccinator, encargado de tocar la buccina, una especie de trompa utilizada para transmitir órdenes acústicas a modo de toques.
Las centurias se agrupaban administrativamente por parejas formando manípulos de 160 infantes, y estos, a su vez, operativamente en grupos de tres formando una cohorte de 480 hombres.
A título excepcional, la primera cohorte, formada por los hombres más aguerridos de la legión, se componía de solamente cinco centurias, aunque estas eran dobles, es decir, de 160 hombres cada una. Los centuriones de esas centurias eran llamados primi ordinis, menos el de la primera centuria, que recibía el nombre de primus pilus. Una centuria romana vendría a equipararse a una compañía de infantería actual reducida en sus efectivos.
Como dato significativo, una centuria nunca llegó a tener 100 soldados puesto que su nombre deriva de centurión.

### Medida
Una centuria es una medida agraria romana de superficie compuesta generalmente por 100 heredia o 200 iugera (yugadas).

### Política
En el contexto político, la centuria era la unidad electoral constituyente en la asamblea de las centurias (en latín: comitia centuriata), una antigua forma de asamblea popular de ciudadanos, cuyos miembros emitían un voto colectivo.
Su origen parece estar en la unidad militar homónima.